# 日本の鉄道に関する事件
日本の鉄道に関する事件（にほんのてつどうにかんするじけん）では、日本国内の鉄道施設内で発生した刑事事件のうち、破壊活動や騒乱事件・重大な犯罪・その他諸々大きく報道された事件を扱う。
鉄道車両の運行には限定せず、事件にはテロリズムや外国軍による軍事攻撃を含む。なお、過失・災害などによる事故は、鉄道事故・雑踏事故・事故の一覧など関連する諸項目を参照のこと。

## 鉄道開業期 - 1940年

### 山陽鉄道列車強盗殺人事件
1898年（明治31年）12月3日
山陽鉄道（現・山陽本線）の鴨方駅-笠岡駅間を走行中の下り夜行列車の車中で、陸軍大尉が強盗に殺害された。強盗2人は逮捕され死刑になったが、当時の客車が小型であるうえ、隣の客車に行くための貫通扉がなかったため、車掌の目が行き届かないことから、犯罪被害を受けても他人の助けを得ることが出来ないという指摘もあった。そのため山陽鉄道は貫通扉のある大型客車の導入を進めた。

### 東京市電焼き討ち事件
1906年（明治39年）3月15日・9月5日
当時民間会社の経営だった東京市の市内電車（東京電車鉄道・東京電気鉄道・東京市街鉄道）が一斉に値上げを申請したことから反対運動が発生、3月15日の反対運動のあと暴徒化して投石や電車への放火をおこなった。三社が値上げ申請を取り下げたことでいったん反対運動は沈静化したが、6月になって三社が「合併ののちに初乗り4銭への値上げをおこなう」内容を申請して8月に認可されると再燃、9月5日に再び反対運動が暴徒化して襲撃事件となった。

### 函館本線列車妨害脱線事件
1908年（明治41年）6月20日
函館本線の銭函駅-軽川駅（現・手稲駅）間を運行中の下り旅客列車が、11時53分に線路に何者かが置いた材木に乗り上げて脱線転覆し、1人が死亡、20人が負傷した。日本国内で死傷者が出た最初の列車往来危険事件であるとされている。

### 名古屋電気鉄道電車焼き討ち事件
1914年（大正3年）9月6日
名古屋電気鉄道（名古屋市電の前身）の運賃値上げ申請に反対する「電車運賃値下問題市民大会」の参加者が、集会の終了後に暴徒化して23両が被災、名古屋電気鉄道本社や柳橋駅も襲撃を受けた。

### 原敬暗殺事件
1921年（大正10年）11月4日
東京駅乗車口（現在の丸の内南口）にて、大塚駅の職員であった中岡艮一が、当時の内閣総理大臣であった原敬を暗殺した事件。

### 京阪京津線電車脅迫脱線事件
1930年（昭和5年）11月9日
京阪電気鉄道京津線の浜大津（現・びわ湖浜大津）発三条大橋行きの早朝の電車に、大谷駅で5人組の覆面姿の男たちが乗り込み、うち1人が短銃（後に競技用ピストルと判明）で車内の乗客・乗務員・巡視監督らを脅迫して降車させたのちに制動をはずして下車した。同駅は勾配上に位置しており、電車は下り勾配となる三条大橋駅方面に無人のまま自然転動、1.3km先の追分踏切で脱線大破した。男たちは駅前に待たせていたタクシーで逃走中、さらに反対側から走行してきた京都発電車の襲撃も企てたが、タクシーの運転手が機転を利かせて未遂に終わった。犯人は京津線の労働組合関係者で、路線ごとに異なる待遇の改善要求を行っていたが決裂、一時、組合員全員が大津警察署に拘束された上、争議の支援を求めていた他の組合からの支援が得られなくなって犯行に及んだものであった。容疑者らは事件後に逮捕または自首。主犯は東京に逃れていたが、翌月10日、警視庁により逮捕されている。

## 第二次世界大戦期（1941年 - 1945年終戦）

### 山陽線列車脱線転覆事件
1944年（昭和19年）6月22日
兵庫県明石市にある明石駅構内を通過中の上り急行12旅客列車が、何者かがレールの上に小石を並べていたため、乗り上げて脱線し線路脇の民家に突入。4人が死亡、36人が負傷した。

### 日本本土空襲による被害
1944年（昭和19年）末 - 1945年（昭和20年）8月
アメリカ軍の爆撃機B-29を中心とする部隊が日本全国各地を空爆し、全国各地で鉄道・軌道の駅・車両・施設の焼失・破損、乗客・乗務員の死傷など甚大な被害が生じた。
特に東京大空襲では、東京駅丸の内駅舎の3階を失い、2014年に復原工事が行われるまで、2階構造となってしまった。

### 山陽線軍用列車衝突事件
1945年（昭和20年）4月21日
広島県の「瀬野八越え」と呼ばれる急勾配区間を走行中の下り臨時3033軍用列車が、何者かが貨車の空気ブレーキ装置を故意に閉鎖していたため、ブレーキが利かず減速できなくなり暴走、先行していた2869貨物列車に衝突し、4人が死亡20人が負傷したほか、軍用列車に乗せられていた軍馬85頭も死傷した。

### 広島市と長崎市への原子爆弾投下
1945年（昭和20年）8月6日 8時15分（広島原爆）
1945年（昭和20年）8月9日 11時2分（長崎原爆）
1945年8月6日8時15分に広島県広島市にアメリカ軍の原子爆弾「リトルボーイ」が、3日後の8月9日11時2分に長崎県長崎市に「ファットマン」がそれぞれ投下され、鉄道・軌道の駅・車両・施設の焼失・破損、乗客・乗務員の死傷など甚大な被害が生じた。

### 成東駅軍用列車爆発事件
1945年（昭和20年）8月13日
千葉県の成東駅に、予想される連合国軍による日本本土侵攻作戦への防衛に備えて一般貨物列車に偽装した高射砲四門と弾薬が積載された軍用列車が到着した。しかしアメリカ軍の艦載機によって機銃掃射を受け炎上、将兵と鉄道職員が必死の消火活動を行ったが、大爆発を起こし駅舎を含む周辺を吹き飛ばした。この爆発で職員15人と将兵27人のあわせて42人が死亡した。

## 1945年終戦後 - 1952年
日本が連合国軍の占領下にあった時期で、日本国有鉄道（国鉄）成立直後の1949年（昭和24年）夏には国鉄三大ミステリー事件と呼ばれる事件が3件発生。またこの前後にも故意的な列車妨害による列車脱線事故が複数発生している。

### 庭坂事件
1948年（昭和23年）4月27日
福島県信夫郡庭坂村（現福島市在庭坂）の国鉄奥羽本線赤岩駅 - 庭坂駅間で起きた列車往来危険事件。

### 予讃線事件
1949年（昭和24年）5月9日
愛媛県温泉郡難波村（現・松山市北条）で日本国有鉄道予讃線で起きた破壊活動による列車転覆事件。

### 下山事件
1949年（昭和24年）7月5日
日本国有鉄道初代総裁・下山定則が出勤途中に失踪、翌日未明に死体となって発見された事件。

### 三鷹事件
1949年（昭和24年）7月15日
東京都北多摩郡三鷹町（現・三鷹市）と武蔵野市にまたがる日本国有鉄道中央本線三鷹駅構内で起きた無人列車暴走事件。

### 松川事件
1949年（昭和24年）8月17日
福島県信夫郡金谷川村（現・福島県福島市松川町金沢）の日本国有鉄道東北本線松川駅 - 金谷川駅間で起きた鉄道のレール外しによる意図的な列車往来危険事件。

### まりも号脱線事件
1951年 (昭和26年)  5月17日
北海道上川郡新得町の日本国有鉄道根室本線新得駅付近で起きた鉄道のレール外しによる意図的な列車往来危険事件。

### 芦別事件
1952年（昭和27年）7月29日
北海道芦別市の日本国有鉄道根室本線平岸駅 - 芦別駅間で起きた鉄道線路爆破による列車往来危険事件。

## 1953年 - 1979年
1960年代以降には列車爆破事件が相次いで発生する。昭和40年代以降には活発化した新左翼による事件も発生したほか、1973年には遵法闘争に反発する利用者による暴動・騒擾事件も発生した。

### 庄内事件
1956年（昭和31年）2月2日
別名、「電車通せんぼ事件」。京阪神急行電鉄（阪急電鉄）宝塚線庄内駅で発生した、乗客による列車妨害事件。

### 営団銀座線爆破事件（草加次郎事件）
1963年（昭和38年）9月5日
営団地下鉄（現・東京地下鉄）銀座線京橋駅に停車中の電車内で時限爆弾が爆発した事件。遺留品から、当時脅迫・爆破事件を起こしていた「草加次郎」による犯行が疑われたが未解決。

### 東京駅みどりの窓口爆破事件
1967年（昭和42年）3月31日
東京駅八重洲口みどりの窓口付近のゴミ入れに仕掛けられた爆破装置が爆発した事件。

### 山陽電鉄爆破事件
1967年（昭和42年）6月18日
山陽電気鉄道本線の電鉄塩屋駅（現・山陽塩屋駅）構内に停車中の電車内に置かれた爆破装置が爆発した事件。

### 横須賀線電車爆破事件
1968年（昭和43年）6月16日
大船駅構内で、横須賀線の上り電車内に置かれた爆破装置が爆発した事件。

### 新宿騒乱
1968年（昭和43年）10月21日
国際反戦デーに新左翼諸派が、新宿駅構内で起こした騒擾事件。

### 近鉄奈良線爆破事件
1972年（昭和47年）8月2日
近鉄奈良線の上り普通電車（8000系）内で、菖蒲池駅を出て学園前駅に向かっている途中で爆破装置が爆発した事件。死者は出なかったものの、21人が重軽傷を負った。爆発物は座席下に置かれていたデニム地の手提げかばんに入れられており、粉ミルクのアルミ缶に火薬以外の薬品を詰めた爆弾であったものと推定されている。警察は、菖蒲池駅で降りた15人の客の中の若者が犯人と見て行方を追っていたが未解決事件となっている。
爆破されたモ8059・ク8559は証拠物件として一時保管された後、1976年（昭和51年）に2両とも中間車に改造され、番号も改めて、他系列の編成に組み込まれた。

### 上尾事件
1973年（昭和48年）3月13日
国鉄労働組合（国労）と国鉄動力車労働組合（動労）の遵法闘争によって、朝の通勤時に運行ダイヤが乱れていたが、高崎線上尾駅（埼玉県上尾市）のホームで電車に乗れなかった乗客多数が暴徒となり、駅の施設や鉄道車両等を破壊する暴動に発展した。

### 首都圏国電暴動
1973年（昭和48年）4月24日
国鉄労働組合（国労）・国鉄動力車労働組合（動労）の順法闘争に反発した乗客が、首都圏の日本国有鉄道の駅で同時多発的に起こした騒擾事件。

### お召し列車爆破未遂事件
1974年（昭和49年）8月14日
極左テロリスト集団である東アジア反日武装戦線が昭和天皇を暗殺するため、東北本線の荒川橋梁（赤羽-川口間）を通過予定のお召し列車ごと爆破しようとしたが、未遂に終わった事件。

### 京成スカイライナー放火事件
1978年（昭和53年）5月5日
京成電鉄宗吾車両基地に停車中の電車（AE形電車）が、新左翼によって放火され、電車が全焼した事件。

## 1980年代（1980年 - 1989年）

### 京阪電気鉄道置石脱線事故
1980年（昭和55年）2月20日20時59分
京阪電鉄京阪本線の枚方市駅 - 御殿山駅間で、中学校2年生5人組のグループが悪戯で側溝のU字溝用のコンクリート蓋を線路に置き、ここを通りかかった淀屋橋発三条行の急行電車（5000系7両編成・乗客約400名）の先頭3両が脱線、先頭車輛が民家に突っ込み、2両目は横転。死者は出なかったが負傷者104名の大事故になった。

### 函館駅5000万円窃盗事件
1981年（昭和56年）3月10日7時5分
発生場所：国鉄函館本線函館駅
函館発江差・松前行き721D列車（木古内で切り離し、木古内から松前線4821D列車）で、松前行きのキハユニ25 5の中に積まれていた現金5000万円（預り主：北洋相互銀行）が乗務員交代の隙を突いて、国鉄職員に扮した窃盗犯により奪った事件。北海道警察が捜索したものの、1968年に発生した三億円事件と同じく、時効となった未解決事件である。

### 舞鶴線列車妨害事件
1985年（昭和60年）5月23日 - 10月21日
1985年には舞鶴線を発端とした列車妨害事故が発生した。ここでは発端は舞鶴線のため「舞鶴線列車妨害事件」と表記する。
- 5月23日   小浜線松尾寺駅の信号ケーブル2本切断。
- 7月16日   舞鶴線西舞鶴 - 東舞鶴間で卵大の置石約60個が置かれた。
- 8月2日   豊岡駅に「我々は電化反対同盟だ。福知山 - 城崎（現:城崎温泉）間に7個の爆弾を仕掛けた。電化によって土地を取られ大変迷惑をこうむった」という脅迫電話が来る。このほか、駅の待合室に「電化反対同盟」の落書きがされる。
- 10月10日   小浜線青郷 - 松尾寺間のトンネルで耕運搬用鉄車輪2個が置かれる列車妨害が発生。
- 10月20日   同じく小浜線青郷 - 松尾寺間のトンネル内でU字蓋を置いて急行「わかさ1号」を脱線させる。宮津線丹後神崎 - 丹後由良間の鉄橋で風速計ケーブル切断。山陰本線船岡駅近くのトンネルで信号・通信ケーブル7本切断。
- 10月21日   玄武洞駅のポイントにコンクリート19個が置かれた。機関車と貨車の連結器が外された。

福知山鉄道管理局で確認しただけで25件の列車妨害事件が発生した。同管理局は一つ間違えば大事故につながるケースなだけに対策本部を設置した。京都府警察は現場から走り去る車の目撃情報に基き、車のナンバーの一部からクルマの所持者を突き止め、その息子の愛知医科大学2年K(23歳)を威力業務妨害の疑いで調べたところ、犯行を自供した。共犯の日大理工学部3年M(22歳)、東京の専門学校生A(17歳)を逮捕した。3人は各地の撮影会で知り合った親しくなり今回の事件に至った。
犯行の動機は写真を撮りたいのに列車が通らなかったりシャッターチャンスを逃したりすると腹が立ったという。
幸いにもけが人はいなかった。犯人は北近畿地区の気動車ファンで間近に控えていた北近畿地区のうち福知山線・山陰本線福知山 - 城崎(現:城崎温泉)間の電化に反対していたという。反対していた理由は電化すると大好きなディーゼル列車の写真が撮れなくなるというものである。

### 国電同時多発ゲリラ事件
1985年（昭和60年）11月29日
東京周辺や京阪神の日本国有鉄道の施設で、極左暴力集団の中核派の手によりほぼ同時多発的に発生した通信ケーブル切断や火炎瓶による放火事件。

### 西船橋駅ホーム転落死事件
1986年（昭和61年）1月14日
千葉県の総武本線西船橋駅の4番線ホームで、女性が泥酔した男にしつこく絡まれたため、もみ合いになり、身体を突いたところホーム下に転落し、男は泥酔のためかホーム下から上がろうとしなかったため、入線してきた電車に轢かれ死亡した。検察は女性を傷害致死罪で起訴したが、一審で正当防衛であったとして無罪判決が出され無罪が確定した。

### こだま485号殺人事件
1988年（昭和63年）9月5日
東京発名古屋行きの「こだま485号」の指定席で、18時ごろ男性同士が口論になった。片方の男が沼津市在住の男性（当時44歳）の腹部4箇所を刺し逃亡した。被害者の男性は追いかけたがホームで倒れ、21時ごろに死亡した。目撃証言によれば加害者は50歳前後で、凶器のナイフや持ち物の老眼鏡やタオルが発見されたほか、階段付近に血痕がついた左手の跡など多数の物証があったが、被疑者を特定できず、2003年に時効が成立した。

### 地下鉄御堂筋事件
1988年（昭和63年）11月4日

## 1990年代（1990年 - 1999年）

### 首都圏複数路線同時出火ゲリラ事件
1990年（平成2年）1月23日
5時15分 - 20分ごろにかけて、谷保付近を走行中だった南武線の武蔵中原発立川行電車、立川付近を走行中だった中央線の中野発高尾行電車、亀有付近を走行中だった常磐快速線の上野発取手行快速電車、その他根岸線（根岸〜本郷台間）、横須賀線（新川崎付近）、横浜線（十日市場付近）、京成本線（臼井付近）の各路線で、車両の座席付近からほぼ同時刻に出火した。いずれもすぐに消し止められた。怪我人・死者の人数は不明。常磐線の車両の焼け跡からは、時限式発火装置の部品と思われるものが複数発見された。また中央線では、マスクで顔を隠した男二人が対去るのを目撃されている。事件の首謀者は中核派で、同日午後に犯行声明を発表した。

### 東海道新幹線墨子事件
1993年6月10日 - 2000年4月24日
2度にわたって東海道新幹線の線路上に異物が置かれ、最後に脅迫状がJR東海に送りつけられた事件。1998年4月に線路のボルトが引き抜かれた事件も関連が疑われたが、いずれも未解決事件となった。

### のぞみ24号殺人事件
1993年（平成5年）8月23日
博多発東京行きの「のぞみ24号」（300系16両編成）が、20時25分ごろ静岡県掛川市を走行中、9号車のグリーン車内で大阪で研修を受けて同僚と共に帰宅途中の埼玉県在住の素肌にワイシャツ・ネクタイ姿の会社員（当時40歳）が同じ車両に乗車していた奈良県在住の27歳の男に刺殺された。これが東海道新幹線開業以来、初の走行中の車内での殺人事件となった。被害者は同僚4人と研修に関する話をしていたが、2列後方に座っていた男が「静かにしてくれ」と声を上げたため黙っていた。しかし男は「やかましい!」と怒鳴りながらいきなり刃渡り30cmのナイフで会社員の左胸に突き刺し殺害した。男はナイフを持ったままその場に座っていたが、男はナイフを持ちながら「次はどいつだ!」と言わんばかりに、逃げ惑う乗客を追い掛け回した。同乗していた客が犯人に気付いたり、車掌のアナウンスで犯行が明らかとなったため乗客は他の車両へ逃げた。のぞみ24号は先行していたひかり号を静岡駅で待避させながらそのまま走行を続け、新富士駅で緊急停車した。男はナイフを持ったまま10号車を通り抜けて11号車に移動し、20時49分に身柄を拘束しようとした警察官と乱闘のうえ取り押さえられたが、その際警察官1人に重傷を負わせている。
男の所持品から覚醒剤や大麻が発見され、尿からも覚醒剤反応が出たため、精神鑑定が行われた。その上で覚醒剤中毒であるが犯行時心神喪失状態ではなく責任能力があったとして、殺人罪などで起訴され、1995年7月27日、静岡地方裁判所沼津支部で懲役15年（求刑懲役20年）の判決が言い渡された。
1994年7月に大宮労働基準監督署は、「被害者の業務が犯罪を誘発する原因にはならない」として、被害者に対して労災認定を行わない決定を下した。遺族はこれを不服として埼玉労災補償保険審査官に対して不服申し立てを行い、埼玉労災補償保険審査官は1995年7月に、「被害者は事件当時、仕事の検討会を新幹線内で行っていたが、これは車内で行う必要があった」「被害者に何の落ち度もなく、加害者を何ら刺激していない」などとして、被害者に対して労災として認める決定を下した。

### 地下鉄サリン事件
1995年（平成7年）3月20日
東京都の営団地下鉄で、オウム真理教が起こした化学兵器を使用した無差別テロ事件。

### 横浜駅異臭事件
1995年（平成7年）4月19日
横浜駅西口付近で、催涙スプレーが撒かれたことによる刺激臭が発生し、乗客らが体調不良を訴えた事件。

### 新宿駅青酸ガス事件
1995年（平成7年）4月30日・5月3日・5月5日
新宿駅の地下便所トイレに、青酸ガス発生装置が置かれたテロ未遂事件。

### 池袋駅構内大学生殺人事件
1996年（平成8年）4月11日
池袋駅の7・8番線ホーム構内で大学生が男に絡まれ撲殺された事件。犯人は逃走し未解決事件である。

### 下関通り魔殺人事件
1999年（平成11年）9月29日
山口県の下関駅構内に、自暴自棄になり無差別大量殺人を企てた男がレンタカーで突入し、通行人を跳ね飛ばした上に、ホームに乱入し利用客を刺した。結果、5人が死亡し10人が重軽傷を負った。犯人の男は死刑が確定し、2012年（平成24年）3月29日に死刑が執行された。

## 2000年代（2000年 - 2009年）

### 中央本線列車内焼身自殺
2003年（平成15年）8月30日
21時41分頃、東海旅客鉄道（JR東海）中央本線田立駅 - 南木曽駅間を走行中の中津川発松本行普通列車（東日本旅客鉄道（JR東日本）所属115系3両編成）の車内で、男が可燃性液体を自らに振り掛けて火をつけ、焼身自殺を図って死亡した。他の乗客・乗務員に死傷者はいなかった。

### 渋谷駅駅員銃撃事件
2004年（平成16年）6月23日
東京メトロ半蔵門線・東急田園都市線渋谷駅で、夜勤明けの駅員が銃撃された事件。なお、犯人の男は1か月前に東京駅で放火未遂事件を起こしていたことが逮捕後判明。

### 下関駅放火事件
2006年（平成18年）1月7日
山口県の下関駅の東口駅舎などが放火により全焼。

### 滋賀電車内駅構内連続強姦事件
2006年（平成18年）8月3日・12月21日（発生日）
滋賀県内で、相次いで発生した走行中の列車内での強姦事件。

### 日本大学サッカー部員・ラグビー部員による不正乗車事件
2006年（平成18年）10月13日（報道日）
2006年8月、京王井の頭線渋谷駅で改札口を強行突破しようとした日本大学サッカー部の学生を駅員が取り押さえたところ、本人名義の通学定期券のほかに、他人名義の複数の通学定期券を所持しているのが発見された。日大側が内部調査を行ったところ、サッカー部員43人とラグビー部員18人が、練習場最寄り駅の若葉台駅近くに住む部員の名義を借りたり、練習場の所在地を住所として虚偽申告したりして、各部員が通学するキャンパス最寄り駅と若葉台駅の間の通学定期券を不正に購入していたことが発覚した。
日大は京王電鉄から464万円、東日本旅客鉄道（JR東日本）から178万円、計642万円の不正乗車による割り増しを含む請求を受け、2007年2月までに納付している。
また日大サッカー部はこの事件発覚により2006年10月14日に関東大学サッカー連盟に届け出、同日以降の関東大学2部リーグ戦の残り7試合への出場を辞退した。

### 岡山駅突き落とし事件
2008年（平成20年）3月25日
JR西日本岡山駅在来線ホームで、列車を待っていた男性客が少年にホーム上から突き落とされ、進入した列車に撥ねられた事件。被害者は病院に搬送後死亡。

### JR東日本電車内・乗務員連続暴行事件
2008年（平成20年）3月27日・4月2日
JR東日本の普通列車に乗務するグリーンアテンダントが、乗客の男に相次いで暴行・強姦（未遂含む）される事件が発生。事件後JR東日本は客室への防犯カメラ設置、閑散時間帯の警備員の配置などの対策を行った。

### 近鉄大阪線列車便所連続放火事件
2009年（平成21年）5月26日 - 6月4日
2009年6月4日8時40分頃、大阪府八尾市の近鉄大阪線河内山本駅を発車した河内国分発大阪上本町行き普通電車（6両編成、乗客約400人）の6両目トイレ内から、煙が出ているのを乗客が発見。連絡を受けた車掌がトイレットペーパーが焦げているのを見付け、消火器で消し止めた。乗客は次の近鉄八尾駅で避難。けが人はなかった。
同線では5月26日の朝にも、奈良県香芝市の五位堂駅に停車中の準急電車内のトイレで、トイレットペーパーや壁の一部を焦がされ、6月3日朝には、大阪府柏原市の大阪教育大前駅ホームの男子トイレの個室内で、緊急通報用押しボタンのプレートが燃やされた事件が発生しており、近鉄秘書広報部は「ラッシュ時で、発見が遅れれば負傷者が出た可能性もあった」とし、青山町駅以西の準急、普通電車のトイレの使用を中止し、社員が乗り込み警戒を強化することを決めた。
近鉄大阪線では中・長距離列車が多く、トイレを装備する一般車両が近鉄他線区よりも重点的に投入されている上に、折り返し運用の関係でトイレを装備する車両が上記のように準急や普通列車にも多く充当されており、中には5200系や5820系といったクロスシートを装備する車両も準急や普通列車に充当されていたが、トイレでの喫煙やいたずらの防止策として、これらのクロスシート車両ではトイレを使用不可とする処置がとられていたものの、2610系などのロングシート車両ではトイレが使用可能であった。短期間で放火事件が多発したため、大阪・奈良両府県警は連続放火事件の可能性もあるとみて捜査を始めたが、結局犯人は逮捕されず未解決事件となっている。

## 2010年
2010年（平成22年）2月14日
発生場所：西日本旅客鉄道（JR西日本） 関西本線（大和路線）
この日、関西本線でジョイフルトレイン「あすか」を使用する団体臨時列車が運行され、この列車を撮影するために同線三郷駅 - 河内堅上駅間ならびに河内堅上駅 - 高井田駅間の線路上に鉄道ファンが侵入。JR西日本社員の退去命令に従わなかったため、後日大阪府警察に被害届が提出された。
2010年5月9日
発生場所：西日本旅客鉄道（JR西日本） 関西本線（大和路線）
この日、関西本線で運行された臨時特急「まほろば」を撮影するために線路内に三脚を置き、大和路線に遅延ならびに運休を発生させる事件が発生。2月14日の事件とは異なり、JR西日本は被害届を提出していなかったが、事態を重く見た奈良県警察は鉄道営業法違反の疑いで神戸市営バスの運転手の男を書類送検した。

### JR西日本における防護無線装置ヒューズ抜き取り事件
2010年（平成22年）4月から5月にかけてJR西日本所属の電車の運転室内の列車防護無線装置のヒューズが相次いで抜き取られているのが見つかり、大阪府警察が捜査。その後、同社天王寺車掌区所属の49歳の男性車掌がヒューズの抜き取りを認め、同府警は器物損壊と偽計業務妨害などの容疑で逮捕した。

### JR西日本における列車無線配線切断事件
2010年（平成22年）4月、JR西日本関西本線久宝寺駅構内で、奈良電車区の201系電車の運転室内の列車無線の配線が切断されているのが見つかり、同社がさらに調査した結果、いずれも同電車区所属の同系が同様の被害に遭っているのが4件判明した。同社は内部犯行の可能性もあると見て、奈良県奈良警察署に被害届を提出した。
その後は本事件に関する報道は何もなく、器物損壊罪は公訴時効の期間が3年であるため、2013年に公訴時効を迎え未解決に終わったものと思われる。

### 吹田貨物ターミナル駅建設現場における継目板等盗難事件
2010年（平成22年）7月と12月に吹田信号場構内の吹田貨物ターミナル駅の建設工事現場で、レール継目板などの盗難事件が相次いで発生した。
大阪府警察が捜査を行ったものの、その後は本事件に関する報道は何もなく、窃盗は公訴時効の期間が7年であるため、2017年に公訴時効を迎え未解決に終わったものと思われる。

## 2012年
2012年（平成24年）6月ごろ - 年内
発生場所：西日本旅客鉄道（JR西日本）阪和線
6月ごろから阪和線各駅の信号機器室内にあるブレーカーが故意に落とされ、信号機が赤色のまま切り替わらなくなるトラブルが十数回ほど発生。2013年6月6日、JR西日本の子会社である西日本電気システムの30歳の男性社員が偽計業務妨害罪で逮捕された。

## 2013年
2013年（平成25年）9月7日
発生場所：北海道旅客鉄道（JR北海道）札幌運転所構内
JR北海道の寝台特急「北斗星」（DD51 1100・1143ディーゼル機関車重連牽引）が札幌運転所から出区する際、運転士が後方の機関車の自動列車停止装置（以下、ATS）のスイッチを切り忘れたまま走行したためATSが作動。運転士がATS作動の原因を車両故障に見せかけるため機関車のATSスイッチをハンマーなどで破壊した。運転士は「後輩社員が同乗しており、ミスを知られたくなかった」と言っていた。以前、運転士は2004年と2008年にもオーバーランを起こしていた。この社員は2014年1月30日に器物損壊容疑で北海道警察に逮捕された。JR北海道が起こした相次ぐ事故と不祥事の一件。

## 2014年
2014年2月10日
発生場所：北海道旅客鉄道
JR北海道がレール検査データ改ざんによる検査妨害について、国土交通省に鉄道事業法違反の疑いで刑事告発され、北海道警察による強制捜査を受けた。鉄道事業者が同法違反により強制捜査を受けるのは、1987年（昭和62年）の同法施行以来、初の事態である。また、運輸安全委員会も、検査データの改ざんによる虚偽報告について、運輸安全委員会設置法違反の疑いで刑事告発を行っている。JR北海道が起こした相次ぐ事故と不祥事の一件。
2014年11月15日
発生場所：東海道新幹線 新横浜駅構内
5時40分頃、新横浜駅構内で発車準備中の新横浜発広島行ひかり493号（16両編成）の最後尾を登る男の姿を同列車の車掌が見かけ非常停止ボタンを押したが、間もなく閃光と衝撃音が聞こえ、発生元に駆け付けたところ、3.8m下の線路に転落した男を発見し、消火器を用いて消火した。車両上には黒く燃えた跡が残っていた。その後救急車により病院に搬送されたが11月24日に死亡した。この事故により品川駅から小田原駅間で停電が発生し、始発から東海道新幹線上下線の運転を7時ごろまで見合わせ、上下線153本に最大86分の遅れが生じ、16万人程度に影響が発生した。詳細な事情聴取は行えなかったが、搬送前に男が自殺目的で新幹線の高圧架線に触れたことを述べていた。神奈川県警察の捜査の結果、東京都あきる野市在住の25歳の男が5時半に改札が開くと同時に入場券で入場し、N700系最後尾車両の運転席のボンネットより車両の屋根に登り、架線に接触したことが判明した。男は被疑者死亡のまま新幹線鉄道における列車運行の安全を妨げる行為の処罰に関する特例法違反容疑で書類送検された。

## 2015年
2015年6月30日
発生場所：東海旅客鉄道（JR東海）東海道新幹線 新横浜駅 - 小田原駅間
11時30分頃、東京発新大阪行き新幹線「のぞみ225号」（N700系A新幹線電車X59編成）が新横浜 - 小田原間を走行中、1号車最前列で71歳の男が油を撒き、自らの体にも油をかぶり火をかけて焼身自殺を図った。焼身自殺した男と煙を吸った52歳の女性が死亡、28人が負傷した。新幹線初の列車火災事故。

2015年8月下旬 - 9月上旬
発生場所：東日本旅客鉄道（JR東日本）の駅・線路など
8月下旬から9月上旬にかけ、東京都内のJR東日本駅・鉄道施設において火災が相次いだ。火災現場付近でペットボトルやティッシュペーパーの燃えかすなどが残っていたため、警視庁は連続放火事件の可能性が高いとみて捜査。その後、9月15日に被疑者が逮捕された。

2015年12月2日8時半頃
発生場所：東京メトロ半蔵門線 九段下駅 - 半蔵門駅間（東京都千代田区）
走行中の南栗橋発中央林間行き列車（東京急行電鉄（東急）8500系電車、10両編成）の前から6両目の車両で消火器のベルトが外れ、消火器が落下して消火剤が噴出した。避難時に5人が軽傷（うち1人が病院に搬送）、4人が消火剤を吸って体調不良を訴え、半蔵門線は全線で12分間運転を見合わせた。直通先の東武伊勢崎線と東急田園都市線にも遅れが出た。消火器を固定していたバンドなどが車両の連結部にある渡り板の下から見つかり、東京メトロ・東急の両社によると、自然に外れて入り込む可能性は低いといい、東急では、消火器を固定していたバンドが人為的に外され、その後走行の振動で消火器が落ちた可能性もあるとみている。なお、東急2000系と同5000系、2020系は消火器の固定方法が違うため、消火器のベルトが外れて落下する恐れはない。
2015年11月-12月
発生場所：東京メトロ・東急電鉄・小田急電鉄
2015年12月2日、運行を終えて帰庫した東京メトロ千代田線の列車を東京メトロの社員が点検したところ、吊り革6個が無くなっているのが見つかり、同社ではその後も日比谷線や有楽町線などでも吊り革が無くなっているのが見つかり、無くなった吊り革の数は合計で80個となった。
この他、東急電鉄では2015年11月頃から約200個が無くなっているほか、小田急電鉄でも2015年12月下旬から約50個が無くなっている。
吊り革はいずれもベルトごと無くなっており、警視庁などは何者かがベルトを刃物で切ったり、ねじを工具で外したりするなどして盗んだとみて窃盗事件として捜査しているほか、売りさばく目的で盗まれた可能性もあるとみてインターネットのオークションの出品状況なども調べている。

## 2016年
2016年5月17日
発生場所：北海道旅客鉄道（JR北海道）留萌本線 留萌駅
22時10分頃、留萌駅に停車していた列車（ワンマン運転）を回送運転するために乗務員が運転室に入ったところ、運転室内の音声合成装置や系統設定器、自動放送装置操作盤などの放送用機器（30万円相当）が盗まれているのを発見した。予備の車両で運行したため、ダイヤに影響は生じなかった。JR北海道は北海道警察に被害届を提出した。
2016年12月11日
発生場所：西日本旅客鉄道（JR西日本）新今宮駅
17時頃、新今宮駅ホームで、ホーム上にいた18歳と63歳の女性2人が突き飛ばされ、63歳の女性が線路に転落した。直後にJR難波発王寺行き快速電車が進入したが緊急停止し、転落した女性にはけがはなかった。
大阪府警は12月13日に滋賀県大津市在住の28歳の男を殺人未遂容疑で逮捕した。男は逃走の際、駅構内で上着やサンダルを脱ぐ不可解な行動を取ったため、12月27日から翌年3月13日まで鑑定留置され、刑事責任能力の有無を調べられることとなった。
2017年3月17日、大阪地検は殺意の認定が困難として暴行罪に切り替えて起訴し、2017年6月22日、大阪地裁は男に懲役2年6か月、執行猶予4年を言い渡した。
2016年12月12日
発生場所：東日本旅客鉄道（JR東日本）大崎駅
8時50分頃、大崎駅で山手線電車から40歳の女性が降車した際、大腿部裏に切り傷と出血があるのに気づき、駅員に届け出た。傷は長さ約10cm、深さ2 - 3cmに達していた。傷害容疑で捜査中。

## 2017年
2017年5月26日
発生場所：西日本旅客鉄道（JR西日本）山陽新幹線岡山駅付近
11時10分頃、岡山駅に停車直前の新大阪発鹿児島中央行き「みずほ615号」（N700系新幹線電車8両編成、乗車人数約350人）の先頭車両（1号車）の座席に、自称80歳の男がライターで火を点けた書類を置き、座席の一部が焦げた。岡山駅で乗車した男性客がペットボトルのお茶を掛けて消火し、岡山駅停車後に非常ブザーのボタンを押し、みずほ615号は運転を取り止めた。この事件で後続列車7本が最大19分遅れる等、約4,600人に影響が出た。男は岡山駅到着後に現住建造物等放火未遂の現行犯で岡山県警察に逮捕され、容疑を認めているが、動機については「岡山駅に着きそうだったので火を点けた」「殺されると思った。火を点けたら止まると思った」等と要領を得ない返答を繰り返しているという。また、所持していた乗車券は新大阪駅から小倉駅までのものだった。岡山駅構内の売店の女性職員によると、男は取り乱した様子もなく、警察の質問に淡々と応じていたという。
2017年5月27日
発生場所：京王電鉄京王線 柴崎駅
23時過ぎ、柴崎駅ホームで、酒に酔っていた43歳の土木作業員の男が男性3人に「さっきぶつかっただろ」等と絡んで口論になり、そのうちの1人の29歳男性を突き飛ばし、男性は発車し始めた普通電車に接触し、頭蓋骨骨折等の重傷を負った。男は殺人未遂の現行犯で警視庁調布警察署に逮捕された。
2017年6月17日
発生場所：大井川鐵道大井川本線 田野口駅付近
静岡県榛原郡川根本町内の大井川鐵道大井川本線線路脇で、列車を撮影に訪れた男3人が無断で同社敷地内に立ち入っているのをパトロール中の静岡県警察の警察官が発見し、検挙した。当日は『きかんしゃトーマス』デザインの蒸気機関車による「きかんしゃトーマス号」の運行初日であった。同県警は2017年10月20日までにこの3人を鉄道営業法違反容疑で書類送検した。
2017年6月22日（被疑者逮捕日）
2017年5月4日から翌朝にかけて、東日本旅客鉄道（JR東日本）信越本線横川駅に滞泊中の普通列車の車両から行き先案内表示器と方向幕（時価計約237,800円）を盗んだとして、上毛電気鉄道の47歳の運転士が群馬県安中警察署に窃盗容疑で逮捕された。この運転士の自宅を家宅捜索したところ、同件以外に3月から5月にかけて群馬・栃木両県の駅で盗まれた疑いのある方向幕や案内表示器等が発見された
2017年10月1日
発生場所：東急田園都市線 溝の口駅
8時頃、溝の口駅でホームで電車の到着を待っていた45歳の男性が、男に背中を押され線路に突き落とされた。男性は自力でホームに這い上がり無事だった。その後神奈川県警察が10月5日に、33歳の男性を殺人未遂容疑で逮捕した。
2017年11月2日（被疑者送検日）
2017年7月24日未明に西武新宿線本川越駅構内に停車していた電車の車体前面の行先表示器を損壊したり、備品の合図灯を盗んだりした疑いで、埼玉県川越警察署は同年11月2日までに東京都在住の2人の少年を、窃盗・建造物侵入・器物損壊などの容疑で逮捕・送検した。
同駅構内では7月3日にも、行先表示器の表示が勝手に変更された上、配線が切断されたりする事件があり、同県警はこれらの事件との関連も調べている。
2017年11月24日（発表日）
2017年9月17日13時過ぎに東海道新幹線東京駅で、知人のキセル乗車を手助けした疑いで、警視庁保安課は同年11月に22歳の大学生を建造物侵入容疑で逮捕し、キセル乗車した知人を鉄道営業法違反容疑で書類送検した。大学生と知人はいずれもAKB48やHKT48の追っかけファンで、大学生は入場券を使い知人とともに改札を出ようとしたが、駅員に気づかれ発覚した。
日本全国にファン同士の不正乗車に関するネットワークが広まっているとされる。

## 2018年
2018年1月10日
発生場所：近鉄京都線新田辺駅 - 興戸駅間（京都府京田辺市）
17時40分頃、走行中の近鉄奈良発京都行き急行電車（6両）で、19歳の韓国人大学生の男がドアコックを操作して扉を開け、車外に飛び降りた。これにより上下線計41本が運休し、約3万人に影響が出た。男は13日に京都府田辺警察署に威力業務妨害容疑で逮捕された。男は観光目的で知人3人と共に来日し、4人で電車に乗っていた際に突然飛び降りた。知人らは「旅行中に時折、ふさぎ込んでいた」と話している。
2018年2月7日
発生場所：西日本旅客鉄道（JR西日本）大阪環状線 大正駅
6時50分頃、大正駅で電車を降りた34歳の男性が、同時に降りた別の男に腹部を刃物で刺され重傷を負った。大阪府警察は翌8日に、大阪市大正区内に住む62歳の男を殺人未遂容疑で逮捕。被疑者は「（被害者の男性が）優先座席にずっと座っていたので腹が立った」と供述している。
2018年4月12日
発生場所：東日本旅客鉄道（JR東日本）東北本線 郡山駅
20時45分頃、郡山駅構内の側線に留置されていたE721系（2両編成）が無人状態で約500メートル暴走し、近くに停止していた機関車と衝突。負傷者はいなかったものの、双方の車両の連結器が損壊した。暴走した車両には、職員が車輪止めを施しており、同社は駅構内に侵入した何者かが車輪止めを外した可能性が高いとして、福島県警察に被害届を提出した。
2018年4月29日
発生場所：東日本旅客鉄道（JR東日本）中央本線 吉祥寺駅
0時頃、酒に酔った中国籍の38歳の男が、65歳の男性とホーム上で口論となり、65歳男性を駅を出発した電車に接触させた。65歳男性は意識不明の重体となりその後死亡。警視庁武蔵野警察署は、38歳男を傷害容疑で逮捕し、65歳男性の死亡を受けて傷害致死容疑に切り替えた。
2018年5月7日
発生場所：東日本旅客鉄道（JR東日本）越後線小針駅 - 青山駅間
会社員の男が小学校2年生の女児を殺害して、越後線の線路内に小学生の遺体を遺棄し、22時30分頃に走行した普通電車にその遺体を轢過させ、頸部を切断させた。遺体発見現場は、小針駅から北東方向に約500メートルほどの地点にある住宅街を通る線路上で乗客約170人に怪我はなかったが、この事故で上下線計7本が運休・遅延し、約1400人に影響が出た。同年5月14日、男は小学生への殺害・死体遺棄容疑で逮捕された。

2018年6月9日
発生場所：東海旅客鉄道（JR東海）東海道新幹線新横浜駅 - 小田原駅間
21時50分頃、東京発新大阪行き「のぞみ265号」（N700A系新幹線電車16両編成）の12号車車内で、乗客の22歳の男が突然刃物を振り回し他の乗客3人を刺し、1人が死亡、2人が負傷した。この事件の影響で東海道新幹線は車内安全確認のため運転を見合わせた。
この事件をきっかけに、国土交通省は鉄道運輸規程の改正に踏み切り、刃物の持込を禁止することとなった。

2018年6月13日・15日
発生場所：北海道旅客鉄道（JR北海道）管内
6月13日に網走駅で同駅5時56分発特急「オホーツク2号」（キハ183系気動車）の側面表示幕が作動しない不具合が発生。札幌駅到着後に苗穂運転所で車両点検を行ったところ、中間のキロハ182形の表示幕1本が、非正規の表示幕にすり替えられていた。
また、6月15日にも、札幌発17時30分の「オホーツク3号」において、キロ182形500番代の表示幕2本が、非正規品にすり替えられていた。これらの事象を受け同社が調査したところ、キハ183系のうち、前面の愛称表示幕が白幕にすり替えられていた車両もあった。同社は盗難・紛失の可能性もあるとして、北海道警察に相談している。
2018年8月26日
発生場所：東日本旅客鉄道（JR東日本）新宿駅
5時40分頃、新宿駅のプラットホームで、500ミリリットル入りのボトル型のアルミ缶が突然破裂。中に入っていた無色透明のアルカリ性の液体が通り掛かった女性の足にかかり、女性は軽い火傷を負った。
警視庁は傷害容疑で捜査を行ったが、その後の捜査で、東京都内の31歳の飲食店従業員の男が勤務先から強アルカリ性の業務用洗剤をアルミ缶に移し入れて持ち歩き、このアルミ缶と洗剤が化学反応して破裂したことが明らかとなり、警視庁はこの男を過失致傷容疑で書類送検した。
2018年9月3日
発生場所：阪神本線
10時47分頃、甲子園駅から西宮発梅田行急行列車に乗車した男性客が、座席に座った直後に、座席のクッションが濡れているのに気付き席を移動したが、直後に火傷の症状を訴え、梅田駅で下車後に駅員に連絡。駅員が大阪府警察に通報した。男性は約6か月の重傷。
兵庫県警察は、何者かによって薬品が撒かれたとして、傷害や業務妨害の容疑で捜査を行ったが、その後の捜査で、大阪市の20代の料理人の男が勤務先から強アルカリ性の業務用洗剤をペットボトルに移し入れて所持して乗車中、洗剤がこぼれているのに気づき、ボトルを車内に放置したまま下車したことが原因と判明し、兵庫県警はこの男を過失致傷容疑で書類送検した。

## 2019年
2019年1月9日
発生場所：東日本旅客鉄道（JR東日本）大宮駅旧12番線ホーム
大宮駅旧12番線ホームで「ホーム下から煙が出ている」と119番通報があり、ホーム下を調べたところ、久喜市の専門学校生が寝泊まりしていた。埼玉県大宮警察署はその専門学校生を建造物侵入罪で逮捕した。この影響で湘南新宿ラインや宇都宮線などが遅れた。事件後、転落防止の観点も兼ねて旧12番線ホームには柵が張られた。
2019年4月13日
発生場所：京成電鉄本線 船橋競馬場駅 - 谷津駅間（千葉県船橋市宮本8丁目）
7時15分頃、京成本線船橋競馬場前駅付近の踏切で、遮断機が鋸で切断された。千葉県警察で捜査を行い、同日中に市川市在住の53歳の自営業の男を器物損壊容疑で逮捕した。この日は谷津駅構内での人身事故の影響で同踏切の遮断機は長時間にわたって下りたままとなっていた。
2019年5月 - 8月
発生場所：大阪市高速電気軌道（Osaka Metro）御堂筋線中津駅など
2019年6月23日に42歳の無職の男が、御堂筋線の車内で少女の下半身を触ったり、降車後にホーム上で性的暴行を加えるなどしたほか、電車内や路上で他の女性にも性的暴行を繰り返し行った。その後この男に対し大阪地方裁判所は2020年4月16日に、強制性交容疑で懲役8年の判決を言い渡した。
2019年6月17日
発生場所：大阪市高速電気軌道（Osaka Metro）御堂筋線中津駅
23時40分頃、御堂筋線中津駅構内で、「男性がホームから落ちた」と大阪府警察に110番通報があった。ホームから転落したのは福岡県春日市から出張で訪れていた46歳の男性で、腰に軽症を負った。大阪府大淀警察署は、兵庫県西宮市在住の49歳の男性会社員を殺人未遂容疑で逮捕した。
2019年11月12日
発生場所：西日本旅客鉄道（JR西日本）山陽新幹線新尾道駅 - 福山駅間
16時40分頃、鹿児島中央発新大阪行上り『さくら558号』車内で、乗車していた59歳の男が、ドアコックをひねってドアを開けて列車を停車させ、運行を妨害しようとしたとして、広島県福山東警察署に威力業務妨害容疑で逮捕された。

## 2020年
2020年2月17日
発生場所 : 都営地下鉄新宿線神保町駅
7時頃、痴漢を疑われ同駅構内を逃走中だった元警視庁警備課SPで会社員の男が、自らを取り押さえようとした20歳代の男性を振り払おうと階段下に転落させ、被害者は頭蓋骨骨折などの負傷を負った。男は警視庁神田警察署に傷害容疑で逮捕された。
2020年3月13日
発生場所 : 西日本旅客鉄道（JR西日本）木次線木次駅
12時頃、島根県出雲市在住の44歳の男が、同駅構内に居合わせた同県雲南市職員に向けて「駅の窓口が閉まっているのは、自分がコロナウイルスに感染しているからか」「1ｍ以上離れないと感染する」などと言った上で、マスクをせず咳をするなどし、これが元で駅係員が待合室の除染作業を実施するなどの事態となった。島根県警察は翌14日にこの男を偽計業務妨害容疑で逮捕した。この男は実際にはコロナウイルスには感染していなかった。
2020年3月16日
発生場所：東日本旅客鉄道（JR東日本）両毛線桐生駅
高崎発小山行きの両毛線下り電車に乗車していた男が、16時43分頃、桐生駅停車中に「俺はコロナだ」と新型コロナウイルスに感染しているかと思わせる虚偽の発言をし、他の乗客とトラブルになった。男は酒に酔った様子だった。保健所が検査を行ったところ、感染は確認されず、群馬県警察は男を偽計業務妨害の現行犯で逮捕した。この影響で乗客を他の車両に移すなどの対応が行われ、両毛線の下り電車3本に最大57分の遅れが出るなどの影響が出た。
2020年4月
発生場所 : 秋田臨海鉄道秋田港駅
秋田臨海鉄道は、寝台特急『あけぼの』で運用されていた24系客車を、南アフリカへの譲渡する予定だった、2015年11月から秋田港駅構内に留置していたが、2020年になって、愛称表示器や方向幕が盗難に遭っているのが発見された。同鉄道では、警察への届出を行うと共に、転売される可能性もあるとして、情報提供を求めていたが、2022年6月20日になって25歳の男性教員が逮捕された際、押収物の中に24系の方向幕が発見された。愛知県警察は同一犯である可能性があると見て、捜索を進めている。
しかし、24系客車を南アフリカに譲渡する計画は破談、客車は機関車とともに2023年に解体された。
2020年5月8日
発生場所 : 東日本旅客鉄道（JR東日本）外房線安房鴨川駅 - 安房天津駅間
15時55分頃、安房鴨川駅を発車した普通列車の先頭車両が脱線。その後の千葉県警察の調べで、小学生の置き石によるものと判明。
2020年6月13日
発生場所 : 東京メトロ副都心線要町駅付近
15時頃、東京メトロ副都心線要町駅付近を走行していた元町・中華街行電車の、前（渋谷方）から6両目のドア付近で、紙類が入った紙袋が燃えているのが発見された。電車が要町駅到着後、同駅駅員と乗客らによって消火され、負傷者はいなかった。警視庁は放火の疑いで捜査を行った結果、東京都新宿区在住の36歳の男が火をつけたとして、6月23日に同容疑で逮捕した。
2020年11月3日
発生場所 : 東京メトロ半蔵門線九段下駅
13時前、半蔵門線に乗車していた男が、マスクを鼻まで覆っていない男を見付け注意したところ、口論となった。2人は九段下駅で降りた後もみ合いとなり、注意された側の男が催涙スプレーを噴射。噴射を受けた男は目の痛みなどを訴えたが軽症である模様。スプレーを噴射した男はそのまま現場から立ち去り、警視庁が捜査を行っている。

## 2021年
2021年2月10日
発生場所 : 銚子電気鉄道線犬吠駅
2月10日朝8時過ぎ、犬吠駅の事務室のドアが壊されているのを清掃係員が発見、室内から現金約2,400円などが盗まれているのが発見された。2月9日17時頃から10日8時頃の間に犯行が行われたとみられる。銚子電気鉄道は千葉県銚子警察署に届け出、同署が窃盗容疑で捜査を行っている。
2021年2月16日
発生場所 : 大井川鐵道千頭駅
千頭駅構内に留置されていた、『SL急行』に使用予定の12系客車（元JR西日本『SLやまぐち号』用）から、方向幕、温度計、非常灯などが盗まれたり、幌が損壊したりしているのが発見された。2020年12月にも類似の被害に遭っており、大井川鐵道は静岡県警察に被害届を提出している。
2021年4月2日
発生場所：東海道新幹線京都駅 - 名古屋駅間
東海道新幹線京都 - 名古屋間を走行中の列車内で、車内見回り中の車掌が、乗客の50歳の男に対しマスクの着用を求めたが、この男は拒否した上、トイレなどに居座り、「他の乗客を人質に取り暴れてもいいのだ」などと発言したほか、名古屋駅到着後に下車するよう求められても従わず、列車の発車が23分遅れた。また、この乗客は「コロナウイルスを持っている」とも発言したため、名古屋駅では防護服姿の警察官も駆け付ける騒ぎとなった。愛知県警察はこの乗客を威力業務妨害の現行犯で逮捕した。
2021年4月25日
発生場所：JR東日本東北本線（京浜東北線）西川口駅
17時20分頃、西川口駅ホームで、この日運行されていた臨時快速「あしかが大藤まつり号」（185系で運行）を撮影していた男子中学生が、同様に同列車を撮影していた男とトラブルになり、中学生は男に投げ飛ばされて頭蓋骨骨折の重傷を負った。加害者の男は、直後に到着した電車に乗車し逃走していたが、その後4月25日に埼玉県警察に傷害容疑で逮捕された。
この事態を重く見たJR東日本は、2022年に運行された「あしかが大藤まつり号」の使用形式は、E257系5500番台に変更する措置が取られた。しかし、E257系5500番台の一部が高崎線特急「あかぎ」「草津・四万」に転用されることから波動用車両が不足し、2023年は再び185系で運用することとなった。
2021年6月7日
発生場所 : 東京メトロ日比谷線八丁堀駅
23時頃、八丁堀駅の多機能トイレにて、30分以上の在室で点滅する使用中ランプが点滅しているのを巡回中の警備員が発見し、駅係員らがドアを解錠し入室したところ、男性が倒れているのが発見された。この男性は搬送先の病院で死亡が確認された。セキュリティカメラの映像から男性は16時10分頃にトイレに入室していたことが判明したが、のちにこの多機能トイレを調べたところ、30分以上の在室で駅事務室に警報を通知するシステムのケーブルが2012年6月の供用開始当初から未施工となっているうえ、非常ボタンのブレーカーが切断されており非常ボタンが作動しない状態となっていることが発覚した。
この事故を受け東京メトロでは駅などにある多機能トイレの通信設備の緊急点検と修理を実施した。2022年2月末に週刊誌記者からの問い合わせを受けたことにより同年3月2日に本件を報道発表し、同年6月24日に「八丁堀駅お客様発見遅れに関する再発防止対策報告書」を作成、公開した。
2021年6月8日
発生場所 : 近鉄名古屋線磯山駅付近
14時30分頃、磯山駅付近にある踏切で、踏切障害物検知装置にビニールテープが張り付けられた。この影響により、特急列車上下各1本が緊急停止するなどし、最大約5分の列車の遅延が生じた。踏切を管轄する白子駅が三重県警察に通報。県警は同年12月8日に、岐阜県海津市在住の会社員男性を、偽計業務妨害容疑で逮捕した。被疑者は「仕事でむしゃくしゃしていた」と供述。
2021年8月5日
発生場所：江ノ島電鉄線腰越駅 - 江ノ島駅間
深夜、江ノ島電鉄腰越駅 - 江ノ島駅間の併用軌道区間を試運転列車（300形305編成）が走行中、自転車に乗った外国人男性がこの試運転列車の横の道路上を列車と並んで走行した。このとき、沿線でこの試運転列車を撮影するために集まっていた鉄道ファンがこの男性に対し罵声を浴びせトラブルとなり、さらにこの様子を撮影した動画がインターネット上で拡散され物議を醸した。なお試運転列車自体はトラブルなくその場を通過した。
2021年8月6日
発生場所：小田急小田原線成城学園前駅 - 祖師ヶ谷大蔵駅間
20時30分頃、小田急小田原線成城学園前駅 - 祖師ヶ谷大蔵駅間を走行中の上り快速急行電車にて36歳の男が刃物を振り回し、逃げた際に転んだ乗客を含め10人が重軽傷を負った無差別刺傷事件。事件を起こしたと見られる男は当日夜に現場から約4km離れた東京都杉並区内のコンビニエンスストアにて、警視庁に身柄を確保された。この影響により同線は長時間運転見合わせとなった。
2021年8月24日
発生場所：東京地下鉄・都営地下鉄白金高輪駅
21時ごろ、白金高輪駅の改札から地上出口に上がるエスカレーター付近で22歳の男性会社員が硫酸をかけられ、この男性会社員と後ろにいた女性1人が負傷。同月28日、事件の標的とされた被害男性の知人である被疑者の男は沖縄県宜野湾市で沖縄県警察により逮捕され、同年12月17日に東京地方検察庁に起訴された。
2021年10月20日（改善指示通達日）
発生場所 : 西濃鉄道
美濃赤坂駅でブレーキテストを行っていなかったり、信号保安システムを社内規定通りに運用していなかったりなど、鉄道事業法など15項目で法令違反があったとして、中部運輸局は西濃鉄道に対して10月20日付で改善指示を行い、11月22日までに実施した改善措置の報告を求めた。
2021年10月31日
発生場所：京王線柴崎駅 - 国領駅
19時56分頃、東京都調布市の京王線布田駅 - 国領駅付近を走行中の上り特急電車（10両編成）内で、自称24歳の男が刃物を振り回し5号車に油のような液体もまいて火を付けた。車内のシートが燃えたが、約30分後に消し止められた。また、17人の乗客が負傷した。このうち刺されたとみられる60 - 70代の男性が一時意識不明の重体となった。犯人は殺人未遂の現行犯で逮捕、後に起訴され、懲役23年の実刑判決が下された。
2021年10月 - 2023年11月
発生場所：東海道本線（山手・京浜東北線）田町駅ほか
同駅に勤務するJR東日本社員が、前駅に勤務していた2021年10月以降、自動精算機から現金を繰り返し着服し、着服した総額は1,200万円に及ぶ疑いがあることが判明。
この駅員は、田町駅で精算機から計89万円を取り出し、自身の銀行口座に入金した後、ボートレースのインターネット投票で全額を使い果たしたことで着服が発覚。
他、新宿駅勤務の別の社員も着服の疑いがあるが、同社はいずれの件も「利用客に被害が及んでいない」ことを理由に、2023年12月現在も事実を公表していない。
2021年11月6日
発生場所：東京メトロ東西線茅場町駅 - 門前仲町駅間
8時45分頃、門前仲町駅から「電車内に刃物を所持した人物がいる」との110番通報が警視庁深川警察署に入った。通報によると、50歳代の男が、茅場町駅から門前仲町駅に向け走行中の電車内で、鞄から千枚通しのような工具を出し、座席に座っていた男女に対し詰め寄った。男は門前仲町駅で下車し、同署はこの男を暴力行為等処罰ニ関スル法律違反容疑で逮捕。男は「マスクを着用していなかったことを（乗客の男女から）からかわれたと思ってカッとなり、驚かしてやろうと思った」と供述した。
2021年11月8日
発生場所：九州新幹線熊本駅 - 新八代駅間
8時40分頃、走行中の下り「さくら401号」（8両編成）の3号車で、福岡市在住の69歳の男が通路に液体をまいて放火。座席や床の一部が焼けたがすぐに消火され、負傷者はなかった。男は新八代駅で通報により乗り込んだ熊本県八代警察署署員に逮捕された。10月31日に発生した京王線刺傷事件を真似しようと思ったという。
逮捕後、同年11月29日に威力業務妨害で起訴されたのち、2022年5月24日に熊本地方裁判所は被告人の男に対し懲役2年6ヶ月・執行猶予4年（保護観察付き）の有罪判決を下した。
2021年12月4日
発生場所：小田急小田原線座間駅付近
16時過ぎ、座間駅近くの踏切で、オートバイが下りかかった遮断機を潜って侵入し踏切を渡ろうとした。ところが反対側の遮断機も下りていたため、オートバイの運転者は手で遮断機を押し上げて踏切外に出ようとしたが、通り掛かった電車がオートバイの後部と接触。オートバイは現場から逃走した。この影響で小田原線は約1時間に亘り現場付近で運転を見合わせた。運転していた65歳の男は、8日に神奈川県警察に当て逃げ容疑で逮捕された。
2021年12月21日
発生場所：横浜市営地下鉄ブルーライン踊場駅 - 中田駅間
14時10分頃、あざみ野発湘南台行普通列車内で、6両目の車両に乗車していた71歳の女性と18歳の女子高生の2人が、60歳くらいの女に金鎚のようなもので頭を殴り付けられた。被害者2人は頭部に軽傷を負った。女は別の車両に立ち去り、神奈川県警察が傷害容疑で女を捜査している。

## 2022年
2022年1月8日
発生場所：東海道本線岡崎駅付近
10時過ぎ、豊橋駅から岡崎駅に向かっていた新快速電車内で、20歳の男が突然「俺はコロナだ」と叫び、列車を停止させた。他の乗客が乗務員を通じて110番通報。愛知県警察の警察官が岡崎駅で当該の男を威力業務妨害の現行犯で逮捕した。逮捕後に男に対しPCR検査を実施したところ、実際に新型コロナウイルスへの感染が確認された。
2022年1月
発生場所：JR東日本秋葉原駅
同駅構内のコンコースにおいて、80歳代男性が、エスカレーターで追い越されそうになった男から、太腿を蹴ったり投げ飛ばすなどの暴力を受け、腰を骨折するなどの重傷を負った。事件前、男は駅構内のエスカレーターを歩いて降りていて、立ち止まっていた80歳代男性に「邪魔だ」と言って追い越そうとしたが、80歳代男性から「エスカレーターは歩くところではない」と返され、トラブルとなった模様である。同年12月1日に、自称・会社役員の61歳の男が警視庁に傷害容疑で逮捕されたが、東京地方検察庁は同月15日付で、61歳男性を理由を明らかにしないまま不起訴処分とした。
2022年2月1日
発生場所：野岩鉄道・会津鉄道会津高原尾瀬口駅
同駅に留置中の野岩鉄道6050系から、行先表示器など数点が盗難被害を受けていることが、2月3日までに明らかになった。同社は福島県警察に被害届を提出すると共に、不審者などの目撃情報の提供を求めていたが、6月20日になって静岡県焼津市に住む25歳の高校教員を愛知県警察が逮捕した際、押収物の中に野岩鉄道の方向幕が見つかったため、同一犯である可能性があることから、本事件との関連性を調べている。
2022年2月14日
発生場所：養老鉄道養老線大垣駅
13時頃、大垣駅の休憩室に清掃目的で入った駅職員が「休憩室に潜んでいた男に突然刃物で切り付けられ、左腕に軽傷を負った。男は現場から逃走している。」と申告。この駅員は左腕を負傷しており、岐阜県警察が傷害罪として捜査したが、防犯カメラに不審な人物が映っていなかったことから、この駅員が自分で左腕を切って虚偽の申告をしたものと判明し、2月25日にこの駅員を偽計業務妨害で逮捕した。
逮捕された駅員には5月9日に岐阜地方裁判所大垣支部で懲役1年、執行猶予3年の判決が言い渡された。運転士の試験に落ち、上司から「運転士にはなれない」と言われてショックを受け、上司を困らせたかったのが動機だという。
2022年3月3日
発生場所：東北新幹線白石蔵王駅 - 福島駅間
7時30分頃、東北新幹線『はやぶさ102号』車内で、指定席車に自由席券で乗車していた23歳の男が、車内見回り中の30歳代の男性車掌に注意され、男はこの車掌の顔を数回殴った。車掌は右目付近に軽傷を負った。列車は福島駅11番線に臨時停車し、客扱いを打ち切った。福島県警察が男を傷害の現行犯で逮捕した。当該列車の乗客は、後続の『はやぶさ4号』を福島駅12番線に臨時停車させて対応。東北新幹線は最大で23分の遅れが出た。
2022年3月12日
発生場所：高崎線宮原駅 - 上尾駅間
8時頃、同区間の線路に自転車が放置され、この自転車に国府津発東京経由高崎行上野東京ラインの電車が衝突。乗客・乗務員約1,000人に負傷者は無かったが、この影響で同線は一部区間で約2時間不通となり、上り・下り合わせて28本が運休するなどし、約2万400人に影響が出た。その後埼玉県警察が4月7日に、監視カメラの映像などから、埼玉県上尾市在住の24歳の男を列車往来危険の容疑で逮捕した。
2022年5月4日
発生場所：JR西日本大阪駅
5月4日、Twitterに「昨日（5月3日）117系T1編成に爆弾を仕掛けた。あと1時間後に爆破するぞ！」と書き込み、大阪府警察および爆破物処理班が出動。大阪駅の9 - 11番線が封鎖される騒ぎが発生した。
5月7日、大阪府警察はこのツイートを書き込んだ19歳の少年を威力業務妨害で逮捕し、その後少年は医療少年院に送られ、2024年4月27日にTBS系列で放送された「報道特集」で取り上げられた。
2022年6月20日（被疑者逮捕日）
発生場所：全国各地
6月1日、飯田線の落石による運転見合わせで無人駅である三河槙原駅（愛知県新城市）に留置されていた213系5000番台から運転台の計器と方向幕が盗まれた事でJR東海が警察に通報。6月20日、静岡県焼津市に住む25歳の高校教員が窃盗の疑いで愛知県中村警察署によって逮捕された。
逮捕後に押収物を調べたところ、野岩鉄道6050系の方向幕と、24系の方向幕が発見されたことから、2020年に秋田港駅で発生した窃盗事件および、2月1日に発生した会津高原尾瀬口駅での窃盗事件の関連性を調べている（詳細上述）。
押収物の中に東海道本線根府川駅、函南駅、安倍川駅の駅名板や、遠州鉄道、新京成電鉄、天竜浜名湖鉄道、京成電鉄成田湯川駅の駅名板、JR東日本、JR四国、小田急電鉄、静岡鉄道、しずてつジャストライン、富山地方鉄道、近畿日本鉄道、遠鉄バスの方向幕などが発見されたことから、被害の範囲が広いことが判明した。
同年7月7日、走行中の山陽新幹線から行先表示器を盗んだとして再逮捕された。
2022年7月13日（報道発表日）
発生場所：小田急電鉄
2021年3月から同年11月にかけ、小田急ロマンスカーの予約サイトで予約を入れながら乗車券を購入しない行為が9000回以上にわたって繰り返される事件が発生。2022年7月13日、警視庁が埼玉県志木市在住の48歳の無職の男を偽計業務妨害容疑で書類送検した。
男は主にロマンスカーの展望席を予約しており、利用者から「予約が埋まっていた席に誰も乗っていない」という指摘があったことから発覚した。ロマンスカーの乗務員の態度が気に入らず、嫌がらせをしようと思ったという。
2022年10月19日
発生場所：東海道線戸塚駅 - 横浜駅間
正午前、神奈川県藤沢市在住の男子高校生と、横須賀市在住の男子高校生の2人が、走行中の電車の乗降扉のうちの1つを施錠。川崎駅において施錠されているのが発見され、電車は同駅で16分間停車した。神奈川県警察は2023年1月26日に、2人を偽計業務妨害の容疑で逮捕。藤沢市在住の高校生は「以前、撮影をしていた時に注意され、腹癒せでやった」と供述。横須賀市在住の高校生は「悪乗りでやった」と話している。

## 2023年
2023年1月
発生場所：八高線拝島駅 - 東飯能駅間
東京都内在住の男子高校生が、スーツ姿で自作の名札を着用し八高線拝島駅ホームで待っていたところ、乗務員がJR東日本のグループ会社の社員だと思い込み「乗りますか」と声をかけ、高校生は運転室に侵入。そのまま東飯能駅まで運転席で乗務員と会話を交わすなどした。この高校生は、さらに別の電車にも乗車しようとしたが、別の乗務員は行動を不審に思い、侵入が発覚した。
警視庁はこの高校生を、7月13日に東京家庭裁判所に書類送検した。
2023年1月
発生場所：埼京線恵比寿駅 - 大崎駅間
同区間を走行していた埼京線の電車内で、東京都内在住の男子高校生が、4つある乗降扉のうちの3ヵ所に鍵を掛けた。この時はドアの開かない原因が判らなかったため、運行を大崎駅で打ち切り、埼京線は10分程度の遅れが生じた。その後7月29日に警視庁が、この男子高校生を、威力業務妨害の容疑で逮捕。以前鉄道撮影をしていた際に、照明を強くされたことがあり、その仕返しとして行ったという。鍵は鉄道グッズ販売店で購入したという。
2023年2月4日
発生場所：予讃線伊予大洲駅 - 西大洲駅間
男が建物の屋上駐車場から、工事現場などで使われるポールを線路上に向かって投げ入れる事件が発生し、TikTok等のSNS上に動画がアップされた。JR四国では、列車の運行には支障が無かったとしながらも、愛媛県警察に被害届を提出することを検討している。
2023年2月8日
発生場所：南海本線浜寺公園駅
2時半頃、同駅の旧駅舎の出入口近くの柱に対し、大阪府堺市内に住む16歳の少年3人が、ハイキックを入れるなどして損傷させた。柱は塗料が剥落し、被害金額は約40万円相当に及ぶ模様である。大阪府警察は同日に、少年3人を建造物損壊容疑で逮捕。同駅の旧駅舎は、1907年に辰野金吾の事務所が設計し建築されたレトロな外観が特徴で、国の登録有形文化財に登録されている。
2023年3月21日
発生場所：宇都宮ライトレール宇都宮芳賀ライトレール線飛山城跡停留場 - 清陵高校前停留場間
軌道脇の側溝に設置されている電力ケーブル（饋電線）3本が、約150メートルに亘り盗まれているのが発見された。被害額は550万円相当に及ぶとされる。宇都宮市や運営主体の宇都宮ライトレールは栃木県警察に被害届を提出し、見回りを強化するなどの対策をとるとしているが、その後同年4月7日にも、電力ケーブルが盗難に遭っているのが発見された（発生場所などは、模倣犯防止などのためとして非公表）。
2023年4月
発生場所：東武伊勢崎線草加駅
草加駅の49歳の男性駅員が、駅事務室内にある金庫から売上金約220万円を盗んだ。埼玉県警察はこの男性駅員を、9月21日に窃盗容疑で逮捕。この駅員は、ラッシュ時に他の駅員が多忙で不在となる時間帯を見計らって犯行に及んだと見られている。
2023年6月3日
発生場所：東北本線（宇都宮線）蒲須坂駅 - 片岡駅間
18時頃、同区間を走行していた「カシオペア」の運転士が、線路内に侵入し撮影している男性3人組を見つけ警笛を鳴らし、列車は現場に約14分間緊急停車した。3人組はその場から逃走し、栃木県警察は、列車往来危険や鉄道営業法違反などの容疑で、SNSで拡散された動画や防犯カメラの映像などを基に捜査を行っていたが、11月30日付で男性3人中2人を書類送検したことが栃木県警察への取材により判明した。
2023年6月10日
発生場所：JR東日本武蔵小杉駅
23時過ぎ、武蔵小杉駅の南武線ホームで、電車を待っていた50歳代の男性が、30 ‐ 40歳代の男に突然顔を殴られ転倒。殴られた男性はホームで頭を打ち、病院に搬送された。診断結果は4針を縫う負傷。
殴った男は立川方面の電車に乗車して逃走しており、神奈川県警察が男の行方を捜査している。
2023年6月25日
発生場所：山手線新宿駅
16時ごろ、山手線電車が新宿駅に到着する直前に刃物を持った男性がいるのが発見され、新宿駅到着後に乗客が一斉に避難し、避難中に転倒するなどした3人が負傷した。警察はこの男性を任意同行したが、男性の話によると、男性は料理人であり、刃をタオルに包んだうえで包丁を持ち帰っていたが、乗車中に居眠りしている間にタオルが外れ、刃が露出したという。この件による死傷者はなかった。
2023年7月5日
発生場所：吾妻線小野上温泉駅 - 市城駅間
5時頃、同区間で信号ケーブルが3本に亘って切断されているのが発見された。この影響により、同線は始発から約4時間に亘り運行を見合わせた。
群馬県警察は、付近の太陽光発電所でも相次いでいるケーブル窃盗との関連についても調べている。
2023年7月23日
発生場所：関西空港線日根野駅 - りんくうタウン駅間
10時25分頃、同区間を走行していた京橋発関西空港行関空快速の車内で、乗客の一人の男がいきなり刃物で切りかかり、乗客2人と車掌1人の計3人が軽傷を負った。男はりんくうタウン駅で身柄を確保され、大阪府警察に殺人未遂の現行犯で逮捕された。
2023年8月
発生場所：西武池袋線ひばりヶ丘駅
ひばりヶ丘駅ホームにおいて、49歳の男が、発車直後の列車の車体にスケートボードの車輪を押し付けた。列車は現場で約5分間緊急停止した。
男は警視庁に逮捕され、「乗ろうとしていた電車が発車したので頭に来た」と供述。
2023年9月5日
発生場所：小田急小田原線玉川学園前駅付近
18時30分頃、走行中の下り快速急行と、すれ違った上り普通の窓ガラスが、相次いで割れた。帰宅ラッシュ時で乗客が多く、車内は騒然となった。
警視庁は、割れた時の状況などから、線路外からの何者かによる投石の可能性が高いと見ている。
2023年10月2日
発生場所：阪急神戸本線園田駅
12時55分頃、園田駅の改札窓口にいた駅係員に対し、男がナイフを突き付け金を出すよう要求。駅係員は非常通報ボタンを押し、男は駆け付けた兵庫県警察の警察官に強盗未遂の現行犯で逮捕された。
男は「駅なら券売機に金があると思った」と供述。
2023年10月19日
発生場所：阪急神戸本線塚口駅
同駅に停車中の電車内で、乗客の33歳の男が、他の女性乗客5名に対し、催涙スプレーを吹き付けた。女性5人は喉の痛みなどの症状を訴えた。
兵庫県警察は、スプレーを噴射した男を暴行容疑で逮捕。調べに対し「大阪市内の駅のホームで別の乗客の男性に体が当たりトラブルになり、そのまま塚口駅まで移動しスプレーをかけた」と供述。
2023年9 - 10月
発生場所：JR西日本特急『はるか』車内
関西空港連絡特急『はるか』に乗務していた車掌が、トイレ内に盗撮目的でペン型カメラを7回にわたり設置。このカメラには、女性客8人が写っていた。
JR西日本の他の社員が、同社の大阪市内の施設でこのカメラを発見し、盗撮が発覚。車掌は大阪府警察に逮捕された。
2023年10月以降
発生場所：阪神電気鉄道全線ほか
阪神電気鉄道が阪神タイガースのセ・リーグ優勝を記念した中吊り広告を各電車内に掲示したが、その中吊り広告が行方不明になる事案が多発している。うち一部はメルカリに出品されていることが確認されている。
同社では、いつの間にか無くなっていたとしつつも、盗難の可能性も否定できないとしている。
2023年12月
発生場所：東武東上線上板橋駅付近
東京都板橋区内の東武東上線の踏切で、当時56歳の塗装工の男性が電車にはねられ死亡。警視庁は、「男性が線路内に立っていた」との目撃情報から自殺の可能性もあると見ていたが、その後防犯カメラの映像を解析したところ、事故直後に複数の自動車が現場から走り去っていたことが判明。これを受け捜査を進めたところ、翌2024年12月に、男性が勤務していた塗装会社の社長や従業員計4人が共謀し、男性を線路内に入らざるを得ないよう仕向け、自殺に見立て殺害したとして、殺人容疑で4人を逮捕した。
2023年12月2日
発生場所：東海道新幹線浜松駅
東海道新幹線浜松駅で、発車直後の『ひかり518号』の14号車の車内でスプレーが噴射され、列車は非常停止ボタンが押され緊急停止した。乗客5人が目や喉に痛みを訴えたが、いずれも軽傷の模様。
静岡県警察の調べでは、同駅で乗車した登山客が、荷物を棚に上げようとした際に、荷物の中にあったクマ撃退用スプレーが誤噴射された可能性があるとしている。
この影響で、東海道・山陽新幹線では、一部の列車に遅れや運休、『こだま』の浜松駅臨時通過措置などが生じた。
同県警は2024年1月16日に、スプレーを誤噴射した登山客を、過失致傷容疑で書類送検した。

## 2024年
2024年1月3日
発生場所：山手線御徒町駅 - 秋葉原駅間
23時頃、御徒町駅-秋葉原駅間を走行中だったJR山手線外回りの車内で、乗客4人が刃物で刺される事件が発生した。このうち3人が胸や背中などに重傷を負い病院に搬送された。電車は秋葉原駅に緊急停車し、警視庁は女を殺人未遂容疑で逮捕した。
2024年1月6日
発生場所：JR東日本品川駅
品川駅の東海道線ホームで、電車を待っていた60歳代女性がプラットホームから線路へ突き落とされた。被害女性は額などに軽傷を負った。
警視庁は、女性を突き落とした39歳の無職の男を殺人未遂容疑で逮捕。男は「死ぬまで塀の中に入っていたかった」と供述した。
2024年1月12日（被疑者逮捕日）
発生場所：東海道線穂積駅付近

同駅付近で、線路内の上下線を区切るロープを切断したり杭を抜くなどしたとして、「撮り鉄」グループの男子大学生ら3人が、器物損壊の容疑で岐阜県警察に逮捕された。3人は「撮影するのにロープが邪魔だった」と供述した。
現場付近は伊吹山をバックに列車が通る場所として撮影スポットとされており、他にも2022年頃から同様の事件が発生しているが、県警はこれらについては被疑者は別に存在すると見ている。
2024年2月7日 - 8日
発生場所：宇部線阿知須駅ほか
阿知須駅構内で、信号電流を送る目的でレールの継目を繋ぐケーブル（レールボンド）が切断され持ち去られているのが見付かった。他、宇部市内の山陽本線の線路内（場所は非公表）でも、同様にケーブルが切断されているのが発見された。
宇部線ではこの事件の影響で、8日には全線にわたり終日運転を見合わせ、山陽本線でも一時運転見合わせが生じた。
いずれも鋭利な工具で切断されたと見られており、JR西日本は窃盗の疑いもあるとして山口県警察に相談していたが、2月20日に株式会社おうちの119番の代表取締役を窃盗容疑で逮捕した。
2024年3月2日
発生場所：関西本線（大和路線）加茂駅 - 木津駅間
3時20分頃に、加茂駅 - 木津駅間で線路保守を行っていた作業員が、信号電流の送電目的で取り付けられているレールの継目のケーブルが切断され持ち去られているのを発見し、JR西日本大阪指令所に通報。同社が調べたところ、7ヵ所でケーブル13本が同様に切断されているのが見つかった。
この事件の影響で、同区間のほか、伊賀上野駅 - 加茂駅間でも始発から運行を見合わせ、約300人の利用客に影響が出た。
同社は京都府警察と対応を調整し、府警は窃盗事件と見て捜査を行っている。
2024年3月4日
発生場所：秩父鉄道広瀬川原車両基地
広瀬川原車両基地構内で、廃棄予定の車輪76個が持ち去られているのが見つかった。これらの車輪は廃車にした貨車から取り外し、屋外に4個ずつ木枠に梱包した上で置かれていたが、4日朝までに全てが無くなっていた。
同鉄道は窃盗事件として、埼玉県警察に被害届を提出した。
2024年4月5日（被害届提出日）
発生場所：銚子電気鉄道線海鹿島駅 - 君ヶ浜駅間、君ヶ浜駅 - 犬吠駅間ほか
海鹿島駅 - 君ヶ浜駅間において、線路脇のキロポストが引き抜かれて畑に捨てられたり、線路内立入を禁止する警告看板が倒されているのが見つかった。また、君ヶ浜駅 - 犬吠駅間では、線路沿いの植物が伐採されている様子が監視カメラで確認された。銚子電気鉄道では、いずれも撮り鉄の仕業であると判断し、公式SNSでマナー向上を訴えると共に、千葉県警察に被害届を提出した。
2024年4月20日
発生場所：真岡鐵道
朝、SLに乗務する機関士が出社前のアルコール検査で、2回とも基準となる0.05mgを超えるアルコール濃度を検知したが、本来実施すべき3度目の検査をせず、0.00mgと虚偽の数値を記入して「SLもおか」に乗務したことが6月に発覚した。
この酒気帯び隠し事件を受け、真岡鐵道は、酒気帯び状態でSLに乗務した機関士は停職1カ月の懲戒処分とし、運転業務から外す処分を、運転指令らにも減給とする処分をそれぞれ下した。
2024年5月15日
発生場所：南武線登戸駅
7時30分頃、登戸駅で電車を待っていた男性が、別の男性によってホームから突き落とされた。さらにその弾みで、被害男性の横にいた男性もホームから線路に転落。被害男性2人は病院に搬送されたが軽傷。
神奈川県警察は、突き落とした32歳男性を殺人未遂容疑で逮捕。事件当時、逮捕された男性は列の3番目に、被害男性は2番目に並んでいたという。
事件直前に、加害男性が独り言を言っていたとの目撃情報もあり、県警は関連を調べている。
2024年8月3日
発生場所：近鉄大阪線伊賀神戸駅 - 名張駅間
13時35分頃、同区間を走行中の賢島発大阪難波行特急列車内で、乗客の56歳の無職男性が、60歳男性の顔を拳で殴るなどし、打撲傷などを負わせた。三重県警察は56歳男性を傷害容疑で逮捕。2人は列車の座席指定を巡りトラブルとなっていた模様である。
2024年9月10日（発表日）
発生場所：日本貨物鉄道（JR貨物）北海道支社輪西車両所、関東支社川崎車両所、関西支社広島車両所
2024年7月24日に山陽本線新山口駅構内で貨物列車が脱線した事故を受け、事故原因を調査する過程において、9月6日に広島車両所内において輪軸の組立作業の確認を行っていたところ、社員からの告発により、車輪及び大歯車の圧入作業で圧入力が基準値を超過していたときに検査を不正に終了させていたことが発覚した。社内で調査を行ったところ、この不正行為は広島車両所以外にも、輪西車両所、川崎車両所でも行われていたことが判明したため、9月10日に機関車4両と貨車560両の計564両の運行を停止する処置が執られた。
9月11日には、3車両所に国土交通省の監査が入り、不正の確認のため、全国のJR貨物の貨物列車248本が同日中の運行を見合わせた。同日中に運行を再開したが大幅な遅延・運休が発生。また新たに輪軸の不正が確認された車両があり運行停止となった車両数は機関車4両、貨車627両の計631両となった。
2024年10月11日
発生場所：Osaka Metro谷町線都島駅
都島駅の駅係員から「乗客が火傷をしている」との通報が大阪府警察に寄せられた。府警や大阪市消防局が駆けつけて調べたことろ、乗客の一人である50歳代の男性が臀部に軽度の火傷を負っていた。男性は、臀部の痛みを訴えるまで、座席に腰かけていた。
府警で調べたところ、男性が着席していた個所に、透明な液体がかかっており、何らかの薬品などが付着していた可能性があると見て鑑定を行っている。
2024年10月16日・20日
発生場所：根室本線東根室駅・昆布盛駅
10月16日に東根室駅で、ホームの3枚の駅名標のうち、1枚が無くなっているのを、列車の乗客が発見し乗務員に連絡。また10月20日には、昆布盛駅の4枚の駅名標のうちの1枚が無くなっているのが発見された。
JR北海道は、北海道警察に被害届を提出し、道警が窃盗容疑で捜査を行っている。
2024年11月21日
発生場所：山陽新幹線新神戸駅
13時頃、東京発博多行『のぞみ23号』13号車のデッキの荷物置場に「不審物が置かれている」との通報が兵庫県警察に寄せられた。
この荷物は、京都駅で誰かが車内へ投げ込む様子が確認されており、不審物とされた荷物について、荷物の存在に気付いたJR東海の車掌が内部を確認したところ、不審物ではないと判明。新大阪駅で「持ち主不明の荷物がある」とJR西日本へ引き継ぎがあったが、どのような荷物なのかなど詳細な情報についての引継ぎは行われなかった。
新大阪駅発車後、京都駅での荷物投げ込みの様子が駅の監視カメラに写っていることを知ったJR西日本は、車掌からの連絡で、「不審物」と見做して兵庫県警に通報。県警が新神戸駅に駆け付け、13・14号車の乗客全員を降ろした上でリュックの内部を確認したが、不審物はやはり発見されなかった。その後、リュックを投げ込んだ乗客が名乗り出た。慌てて乗車しようとしてリュックをホームに落とし、別の利用者が車内に投げ込んだものと判断した。
この騒動により、山陽新幹線の下り8本に最大36分の遅れが生じ、約3,800人に影響が出た。
この件では、車内でのトラブルや事件などについてのJR東海とJR西日本の連携不足が指摘される結果となった。
2024年12月11日
発生場所：小田急小田原線新松田駅
23時頃、新松田駅の自動券売機のうちの1台に、スープのような液体が流し込まれ壊れているのが見つかった。その後神奈川県警察は2025年3月26日に、券売機内にカップ麺のスープを流し込んだとして、40歳男性を器物損壊や業務妨害の容疑で逮捕した。
2024年12月18日
発生場所：神戸市営地下鉄西神・山手線三宮駅
12時25分頃、三宮駅改札付近で、70歳代の女性が背中を刃物で刺され、救急車で病院へ搬送された。搬送時には意識があったが、その後の詳細な容体は発表されていない。
通報で駆け付けた兵庫県警察の警察官が、刺したと見られる49歳女性を殺人未遂容疑で逮捕。被害者とは面識がない模様である。

## 2025年
2025年1月17日
発生場所：東海道新幹線新横浜駅
7時30分頃、新横浜駅に到着した「ひかり630号」の車内に液体が撒かれたとの内容の110番通報が神奈川県警察に寄せられた。JR東海や県警が調べたところ、10号車の床に液体が飛散し浮ていたが、水様のもので、危険性は無いことが判明。この騒ぎで駅周辺に警察や消防が多数出動し、列車の乗客が避難するなどした。県警は28日に、浜松駅に停車中に液体を撒いたとして、60歳男性を威力業務妨害の容疑で逮捕した。
2025年2月1日
発生場所：宗谷本線美深駅 - 天塩川温泉駅間
除雪のため同区間を走行していたラッセル車の運転士が、線路上に約50cmの雪の塊があるのを発見し、20ｍ手前で急停車した。
当該のラッセル車が走行していた時間帯には、線路上には雪は積もっておらず、同じような雪の塊が、約2ｍの範囲に亘り積み上げられていた。
JR北海道は、ラッセル車の迫力ある除雪シーンを撮影するため、何者かが雪の塊を意図的に置いたと判断して北海道警察に相談しており、「線路上に雪の塊を置く行為は非常に危険な行為であり、絶対に止めてほしい」と呼び掛けている。
2025年3月5日 - 12日
発生場所：神戸市営地下鉄西神・山手線新長田駅及び海岸線みなと元町駅
神戸市西区在住の46歳男性が、これら両駅において、正当な理由のないままホーム上の非常停止ボタンを押下したり、停車中の列車の車体にへばり付いたり、線路内に意図的に落ちたりするなどして、計5回に亘り列車の運行を妨害した。
兵庫県警察は6月4日に、この男性を偽計業務妨害と威力業務妨害の容疑で逮捕した。
2025年3月28日
発生場所：JR西日本和歌山駅
15時前、和歌山駅構内の女子トイレで、87歳女性が首筋を刃物で切り付けられた。女性の容体は不明だが、病院への搬送の時点では意識はあった模様。
和歌山県警察は、切り付けた37歳男性を、殺人未遂の現行犯で逮捕した。
2025年5月7日
発生場所：東京メトロ南北線東大前駅
19時前、東大前駅構内で、43歳男性が刃物を振り回し、電車に乗車しようとしていた20代男性が切られ頭部を負傷した。現場に居合わせた他の乗客らが43歳男性を取り押さえ、通報で駆け付けた警視庁本富士署員に引き渡し、警視庁は殺人未遂容疑で43歳男性を逮捕。取り押さえた際、30代男性が右手を負傷した。警視庁は事件の詳細な状況を調べている。
警視庁の調べに対し、被疑者は「親が過度に教育熱心で、度が過ぎると子供が犯罪を犯すことを訴えようと思った」と供述している。
2025年7月25日
発生場所：JR西日本大阪駅
18時15分頃、大阪駅で「ガス臭がする」との通報が寄せられた。大阪府警察曽根崎署が調べたところ、通報の5分程度前に、同駅桜橋口で男性同士が口論の末、一方が催涙スプレーのようなものを相手に吹きかけた模様で、被害を受けた男性は目に軽傷を負った。二人は面識が無く、同駅まで乗車していた列車内でトラブルとなり、下車後も口論が続いていた模様である。
同署はスプレーを吹きかけた人物について行方を捜査すると共に、異臭との関連を調べている。
この事件の影響で、桜橋口を含めた同駅の一部改札が規制された。
この日は天神祭が開催されており、大阪市内には多数の人出があった。